# Лебедева, Мария Александровна (врач)
Мария Александровна Лебедева (13 июня 1875 года, Нарым, Томская губерния — 14 января 1911 года, Маньчжурия) — российский врач, принимавшая участие в борьбе с Маньчжурской эпидемией чумы 1910—1911 годов в составе Русского противочумного отряда и внесшая значительный вклад в успех его работы.

## Биография
Родилась 13 июня 1875 года в селе Нарым Томской губернии (ныне Томская область). Затем с родителями переехала в Енисейск. В 1890 году окончила Енисейскую женскую гимназию. В июле 1890 поступила в Еленинский институт. На втором курсе в 1892 году работала фельдшером в санитарном отряде по борьбе со вспышкой холеры в Тюмени. С 1892 по 1898 год училась на факультете медицины Женевского университета, в ноябре 1899 года была удостоена степени доктора медицины. После возвращения в Россию в 1900 году, работала врачом в Енисейске и Северо-Енисейском горном округе, в малонаселённом регионе с тяжёлыми климатическими условиями. В 1904 году принимала участие в IX Пироговском съезде врачей в Санкт-Петербурге. В 1905—1910 годах работала уездным (земским) врачом в Курской губернии, а позже в Дмитровском уезде Московской губернии. Узнав в конце 1910 года о начале эпидемии чумы в Маньчжурии, в качестве врача-добровольца присоединилась к Русскому противочумному отряду.

### Участие в борьбе сэпидемией чумы
М. А. Лебедева была зачислена в противочумную службу Харбина 24 декабря 1910 года, как врач на II участок. Поначалу местное население настороженно и недружелюбно относилось к деятельности медиков, что серьёзно затрудняло борьбу с распространением эпидемии. Однако, в дальнейшем врачам удалось установить хорошие, доверительные отношения с местными жителями и более эффективно проводить санитарно-противоэпидемические мероприятия. Согласно многочисленным воспоминаниям, в наибольшей степени заслуга в этом принадлежит именно Лебедевой, которая, несмотря на крайне опасные и тяжёлые условия работы, своим добрым, заботливым и чутким отношением к местным жителям сумела добиться их доверия и понимания.

### Заражение и смерть
Мария Александровна заразилась лёгочной чумой 11 января, в ходе работы по осмотру дома № 242 по улице Базарной, где ею были обнаружены 4 трупа и 11 заболевших. При участии в эвакуации заболевших и извлечении трупов из дома произошло её заражение. Первые признаки заболевания (кашель и лихорадка) появились у Лебедевой на следующий день. Заметив их, Лебедева сразу изолировалась в своей комнате, написав отчёты и советы по карантинно-противоэпидемическим мероприятиям, после чего согласилась отправиться в чумной госпиталь, где умерла 14 января 1911 года.